# Aïcha Qandisha
Aïcha Qandīša (în limba arabă: عائشة قنديشة  sau  عيشة قنديشة), este un personaj feminin care face parte din folclorul marocan, figura sa fiind învăluită de mister și legende. Numele de Qandīša poate proveni din limba ebraică, de la cuvântul qedēšā ce semnifică prostituată sacră  .Unele etimologii populare sugerează chiar o proveniență de origine latină, de la cuvântul „comtesse” din limba franceză sau „contesa” din limba spaniolă. Asocierea unui nume de persoană, precum cĀ’iša, cu un nume de origini obscure, în acest caz Qandīša, este specifică denumirilor ğinnilor, și sugereaza natura umano- demonică a acestora.

## Trăsăturile personajului
Cel mai adesea, Aïcha Qandīša, cunoscută și sub denumirile de Lallā Aïcha, Aïcha Sūdāniyya sau Aïcha Gnāwiyya este considerată a fi o ğinniyye, însă statutul său în folclorul marocan nu este clar.  Djinn-ul , având corespondentul feminin ğinniyya, este în concepția islamică un corp format din aburi sau flăcări, dotat cu inteligență, imperceptibil simțurilor omului, însă capabil să-i apară acestuia sub diferite forme. 
Aïcha Qandīša poate lua forma unei femei deosebit de atrăgătoare, sau a unei cotoroanțe, în ambele cazuri având însă picioare de cămilă, capră sau măgar, conform relatărilor din diferite zone ale Marocului .
Ca și alți ğinni, Aïcha Qandīša preferă să stea în împrejurimile izvoarelor și râurilor, în general în zone întunecoase, umede. În prezent, unii informatori susțin că aceasta poate locui în parcări subterane, garaje, băi publice sau canale de scurgere .
Legendele marocane relatează că Aïcha Qandīša are o fire capricioasă, libidinoasă și geloasă și că cel care o jignește, chiar și involuntar, cade pradă furiei sale. Victima, în general bărbatul, poate orbi, amuți, paraliza sau rămâne impotent.

## Legende și relatări
Qandīša este un pericol în special pentru bărbați, pe care îi seduce, mai ales dacă aceștia se găsesc singuri pe stradă. Ğiniyya este uneori foarte seducătoare, și cu toate că picioarele sale îi trădează natura neumană, bărbatul poate pica foarte ușor în mrejele sale. Pentru a preveni acest lucru, el trebuie să înfigă un cuțit de oțel în pământ, la cel mai mic semn de pericol. Abia apoi bărbatul o poate respinge sau poate negocia cu aceasta un „contract de căsătorie” convenabil . În cazul în care este sedus, bărbatul devine sclavul Qandīšei și trebuie să facă întocmai cum dorește aceasta. Astfel, bărbatului nu i se permite să mai aibă relații sexuale cu alte femei, și este obligat să poate culorile preferate ale Qandīšei: roșu, negru, verde. Singura modalitate pentru vindecarea „bolnavului” este ca aceste să asiste la descântecele și ceremoniile frățiilor religioase Gnawa sau Ḥamādša. Ultima grupare a dezvoltat un cult special pentru  Aïcha Qandīša, punând pe seama ei puterea lor spirituală și devenindu-i astfel susținători devotați. În folclor, Qandīšei este căsătorită cu ğinnul Ḥammu Qiyu, care nu este un personaj foarte dezvoltat în mitologia marocană. 

## Filme
- Filmul marocan Ali Zaoua, prince de la rue'', în regia lui Nabil Ayouch, conține referințe la Aïcha Qandīša (2000)

- Filmul american Beowolf, în regia lui Robert Zemeckis (2007) prezintă un personaj similar Qandīšei
- Filmul fantastic Kandisha, în regia lui Jérôme Cohen-Olivar (2010)

## Muzică
•Aisha Kandisha's Jarring Effects : trupă de muzică popular marocană, creat în 1987 de trei muzicieni marocani: Abdou El Shaheed, Habib El Malak și Pat Jabbar